# 亡命之途
《亡命之途》（英語：Paradise Next） 是一部2019年的台日合拍電影。由半野喜弘執導及配樂坂本龍一。演員妻夫木聰、豐川悅司與謝欣穎。

## 故事
來自日本的痞子找上嚴肅的黑道，兩人一路逃亡到台灣花蓮。碰到一個女孩，開始一段神秘的旅程。

## 角色
- 妻夫木聰 飾 逃亡的日本痞子
- 豐川悅司 飾 逃亡的日本黑道
- 謝欣穎 飾 台灣女孩
- 莊凱勛 飾 殺手
- 黃仲崑 飾 台灣黑道
- 黃遠 飾 台灣黑道的左右手

## 獎項紀錄
| 年份   | 單位         | 獎項         | 入圍者 | 結果 |
| ------ | ------------ | ------------ | ------ | ---- |
| 2019年 | 第56屆金馬獎 | 最佳美術設計 | 蕭仁傑 | 提名 |

## 外部連結
- 亡命之途的Facebook專頁 (中文)